# Languepàs
Languepàs (en rus: Лангепас) és una ciutat de Rússia, del Districte Autònom Khanti-Mansi — Iugrà. La població és, segons el cens rus de 2021, de 42.701 habitants. Es troba a 82 km al nord-oest de Nijnevàrtovsk, a 93 km a l'est de Surgut, a 334 km a l'est de Khanti-Mansisk, a 713 km al nord-est de Tiumén i a 2.234 km al nord-est de Moscou.

## Història
Languepàs fou creada el 1980 per a les necessitats de la indústria petroliera. La vila rebé l'estatus de ciutat el 15 d'agost de 1985. L'economia de la ciutat es basa en l'extracció de petroli i de gas natural.